# 中性子スキン
中性子スキン（ちゅうせいしすきん、Neutron Skin）とは、中性子過剰な原子核において、中性子のフェルミレベルが陽子のそれよりも浅いために、中性子と陽子の密度分布が大きく異なる。このとき陽子・中性子が共に存在している領域の周りにできる中性子の層のことを呼ぶ。
中性子スキンが中性子ハローと異なるのは、多数の中性子がこの現象に関与している点である。したがって、ソフトダイポールモードのような中性子スキンによる集団的な励起モードの発現の可能性もある。